# Teresa Vidal i Nolla
Teresa Vidal i Nolla (Reus, 1897- Barcelona 1988) fou una de les primeres dones escultores de Reus.
Va fer la primera ensenyança a Reus i a inicis del segle xx la seva família es trasllada a Barcelona. Teresa Vidal inicia els seus estudis de pintura, que més tard abandona per dedicar-se a l'escultura. Diverses fonts assenyalen que fou deixebla de l'escultor Jaume Duran (Barcelona, 1891-1983), prestigiós escultor i professor a l'Escola de Bells Oficis de la Mancomunitat i a l'Escola del Treball de la Diputació de Barcelona que treballava dins el figurativisme simbòlic. Teresa Vidal va aprendre la tècnica de la talla de fusta i el modelat en fang i l'escultura de la pedra. Actuà plenament dins el moviment estètic del Noucentisme, que valorava els cànons del classicisme mediterrani. Aconseguí una beca que la portà a viatjar per Itàlia. L'any 1922 es casa amb Manuel Condeminas Mascaró, germà de Francesc Condeminas i fill d'una família de consignataris, fundadora el 1928 de la Companyia Espanyola de Turisme i d'una línia aèria entre Barcelona i Gènova.
Teresa Vidal, passa, per tant, a formar part d'una família de la burgesia catalana reconeguda en el món de la nàutica. El seu marit fou assassinat a l'inici de la Guerra Civil, el 27 de juliol de 1936. Set anys després de la mort del seu marit i sense cap fill, i als seus quaranta-sis anys, fa la seva primera exposició a la Galeria Pictòrica de Barcelona, on va mostrar quinze obres executades amb diferents materials, de la terracota al bronze, a l'alabastre i al marbre, que rep una bona valoració crítica, ja que s'hi refereixen com a artista consolidada. L'any següent participa en l'Exposició Nacional de Belles Arts de Barcelona. L'escultora presenta grups, retrats i imatges religioses. Hi ha documentats a la revista Destino dos encàrrecs que va fer la ciutat de Reus a l'artista. Tenien un especial interès en la seva trajectòria els encàrrecs que va rebre d'imatges religioses, una etapa que en aquells anys van passar també altres artistes reusencs reconeguts, com Modest Gené, Joan Rebull o Salvador Martorell, que incloïen la restauració d'esglésies malmeses a la guerra civil, la restitució d'imatges desaparegudes i el ressorgiment de l'expressió religiosa en les processons de Setmana Santa. Va treballar durant quatre anys (1945-1949) en l'execució de dos passos de setmana santa per la processó de Tàrrega. I a la ciutat de Reus va realitzar la imatge de Santa Marina i per a la confraria del Gremi de Constructors de Reus, l'escultura de Jesús a la columna, que va sortir per setmana santa de l'any 1952. Teresa Vidal té també diversos retrats d'infants i figures femenines i un autoretrat. Es conserva un mascaró de proa fet per ella, una dona amb un vestit llarg i abundós, amb cara somrient. L'última notícia que es coneix de l'activitat de l'artista és cap a l'any 1955, quan va participar en una Exposició sobre art i religió a Barcelona organitzada pel FAD (Foment de les Arts i el Disseny). Finalment, el 1988 va morir a Barcelona.

## Exposicions[1]
- Any 1943: Primera exposició a la Galeria Pictòrica de Barcelona on presenta Família de pagesos.
- Any 1944: participa en l'Exposició Nacional de Belles Arts de Barcelona amb dues obres, Nen i neu i Maternitat.
- Any 1955: participa en una Exposició sobre art religiós a Barcelona organitzada pel FAD (Foment de les Arts i el Disseny).